# Raymonde de Laroche

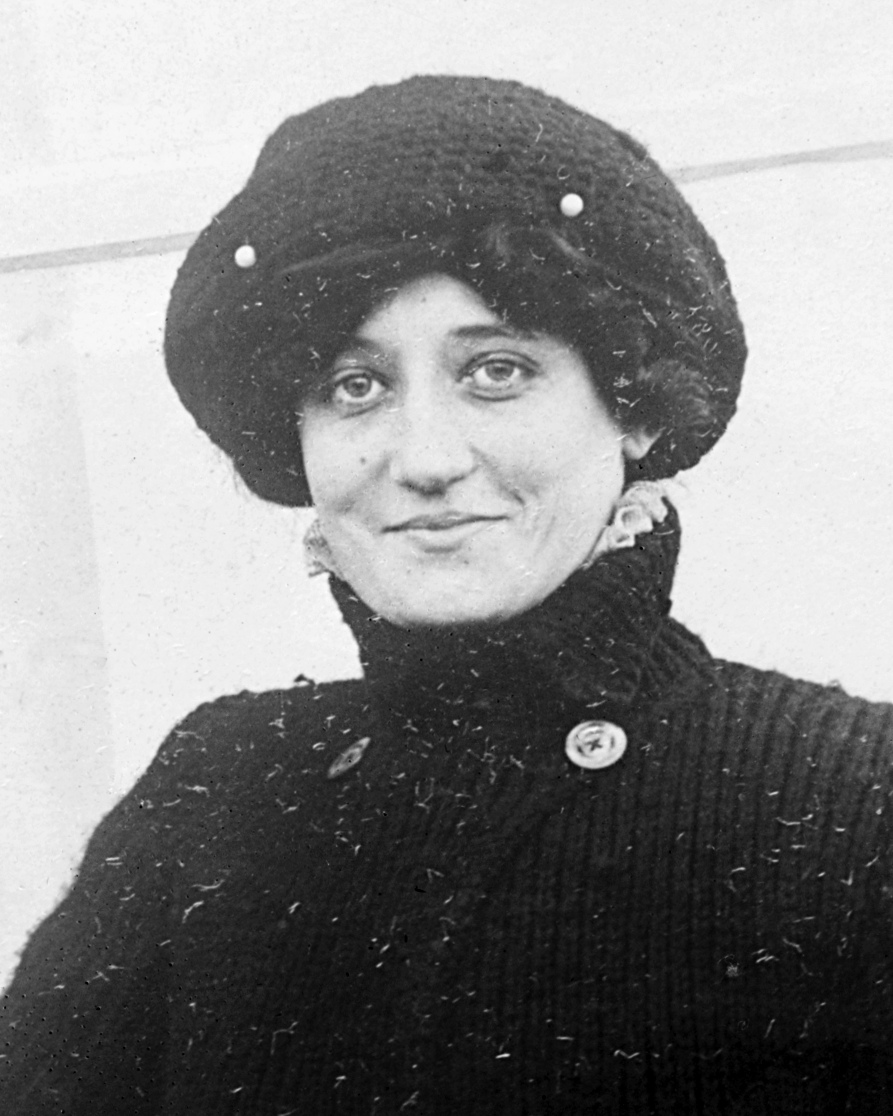
Raymonde de Laroche

Raymonde de Laroche (Parijs, 22 augustus 1884 – Le Crotoy, 18 juli 1919) was een Franse pilote die in 1910 als eerste vrouw een vliegbrevet behaalde, maar was niet de eerste vrouw die een solovlucht maakte - Thérèse Peltier ging haar in 1908 voor. Ze verongelukte in 1919 op 34-jarige leeftijd tijdens een vlucht in Le Crotoy. 

## Levensloop
Ze werd geboren als Élise Léontine Deroche en werkte aanvankelijk als model en actrice. Ze naam de artiestennaam Raymonde de Laroche aan als eerbetoon aan haar na zeven maanden overleden dochtertje Raymonde. Naast het theater beoefende ze ook de schilder- en beeldhouwkunst.
De Laroche was gepassioneerd door motoren en auto's en raakte na een ontmoeting met vliegtuigpionier Charles Voisin ook geïnteresseerd in vliegtuigen. In oktober 1909 kreeg ze van Voisin een eerste vliegles op het militair vliegveld van Châlons-en-Champagne. Op 8 maart 1910 behaalde ze haar vliegbrevet van de Aéro-club de France, als 36e in Frankrijk en als eerste vrouw wereldwijd. Ze nam deel aan vliegmeetings in verschillende steden in Frankrijk, maar ook in Egypte, Hongarije of Rusland. In Sint-Petersburg wordt ze achteraf gefeliciteerd door tsaar Nicolaas II. De pers gaf haar daarna de titel barones, al gaf ze zelf toe deze titel niet te bezitten. In juli 1910 werd De Laroche zwaar gewond bij een vliegtuigcrash. In september 1912 werd ze opnieuw zwaar gewond, ditmaal bij een auto-ongeval waarbij Voisin om het leven kwam. In november 1913 behaalde ze de Coupe Fémina van de Aero-Club de France als beloning voor een vlucht van vier uur.
Tijdens de Eerste Wereldoorlog kreeg ze niet meer de gelegenheid om te vliegen en gaf zich op als chauffeur voor Franse officieren tussen het front en het hinterland. Na de oorlog nam ze opnieuw deel aan vliegmeetings en probeerde hoogte- en afstandsrecords te vestigen. Ze wilde een carrière als testpiloot beginnen en kwam samen met haar mede-inzittende om het leven bij een proefvlucht van een Caudron-toestel. Het is onduidelijk of zij op dat moment het toestel bestuurde.